# منگام اسپرینگز (آریزونا)
منگام اسپرینگز (به انگلیسی: Mangum Springs) یک منطقهٔ مسکونی در ایالات متحده آمریکا است که در آریزونا واقع شده‌است. منگام اسپرینگز ۲٬۰۷۱ متر بالاتر از سطح دریا واقع شده‌است.